# Lochmaeocnemis
Lochmaeocnemis is een geslacht van libellen (Odonata) uit de familie van de Breedscheenjuffers (Platycnemididae).

## Soorten
Lochmaeocnemis omvat 1 soort:
- Lochmaeocnemis malacodora Lieftinck, 1949